# Johanna Elisabeth Meyer
Johanna Elisabeth Meyer (Tønsberg, 15 novembre 1899 – Oslo, 10 giugno 1968) è stata una fotografa e giornalista norvegese.

## Biografia
Figlia unica dell'avvocato Samuel e di Bertha Margaretha. Di famiglia abbastanza agiata, ricevette la sua prima macchina fotografica a soffietto in regalo dal padre, morto nel 1920. Con la madre si trasferì a Oslo, dove si iscrisse all'Oslo Kamera Klubb. Per diversi anni la fotografia fu solo un hobby fino a quando nel 1937 decise di studiarla alla Reimann School a Berlino con Walter Peterhans e Otto Croy. Quindi si spostò a Budapest per lavorare come apprendista presso il fotografo ungherese Joszef Pécsi fino allo scoppio della seconda guerra mondiale.
Sembra che si sia sposata nel 1922 e divorziata nel 1825 ma non sappiamo chi fosse il marito né i motivi del divorzio.
Nel 1929 fu probabilmente la prima donna occidentale a recarsi in Iran anche se non conosciamo perché scelse proprio quel paese, nonostante diversi giornali dell'epoca ne diffusero la notizia, ma nel 1930 pubblicò il volume fotografico En kvinnes ferd til Persia (Il viaggio di una donna in Persia) in cui nella prefazione scrisse: "Sembrava che per qualche misteriosa ragione questo paese fosse un tabù per i viaggiatori, e così ho deciso sul serio di andare in Persia per scoprire perché non dovessimo andarci". 
I suoi viaggi continuarono in Tibet, India, Palestina, Messico, Stati Uniti, Canada. Nel 1933 pubblicò il diario di viaggio En kvinnes ferd gjennem India con le foto esclusive di Gandhi e della sua famiglia. In Turchia incontrò Kemal Atatürk e il re Faysal.
Poco si sa della sua vita privata. Morì a Oslo nel 1968 senza eredi. Nel suo testamento lasciò il suo archivio fotografico e le sue macchine fotografiche all'Oslo Kamera Klubb, essendovi molto legata. Anche se l'OKK istituì un premio in suo onore e fosse conosciuta all'epoca, è altrettanto vero che per 32 anni l'archivio finì in un garage di un privato. A poco a poco ella venne dimenticata. In quel garage, nel 2000 sono stati rinvenuti 37 000 negativi e positivi, parte dei quali in cattive condizioni, ma che riportano alla luce una donna intraprendente con delle immagini da recuperare. La curatrice Hanne Holm-Johnsen del Museo Preus di Horten, che ne ha preso possesso, sta riscrivendo la storia di questa fotografa e dei suoi viaggi, parte delle sue fotografie sono esposte al museo.

## Galleria d'immagini

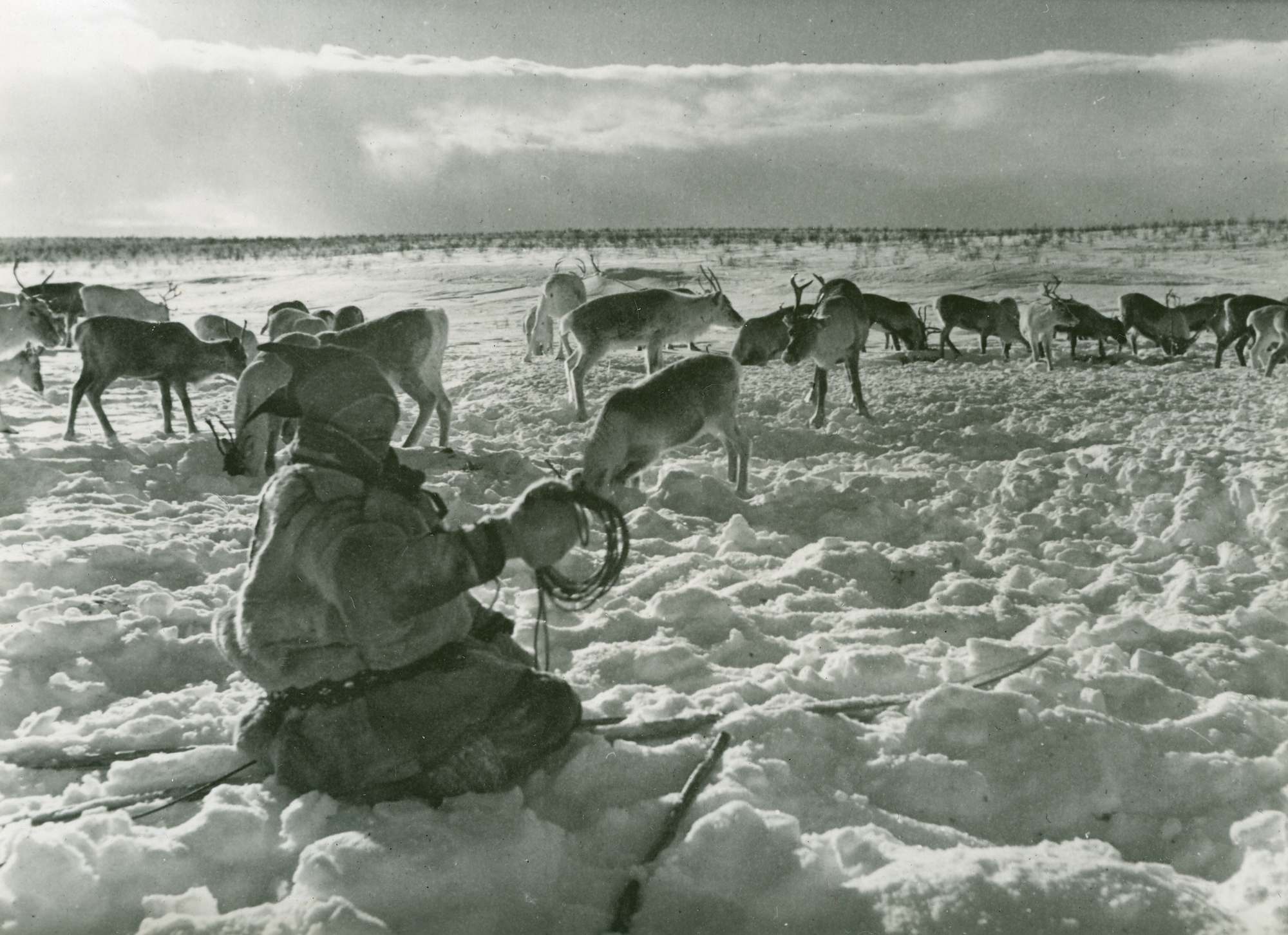
Il popolo Sami vicino al Circolo polare artico, 1930 circa
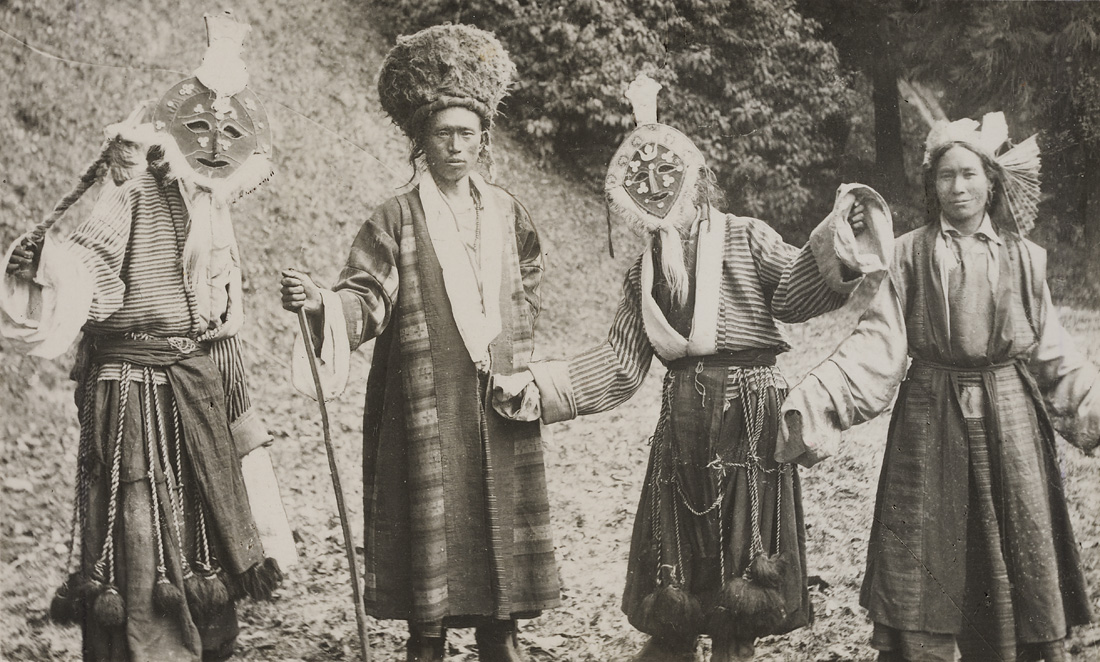
Gruppo di uomini con maschera e drago tradizionale, Tibet, 1932 circa
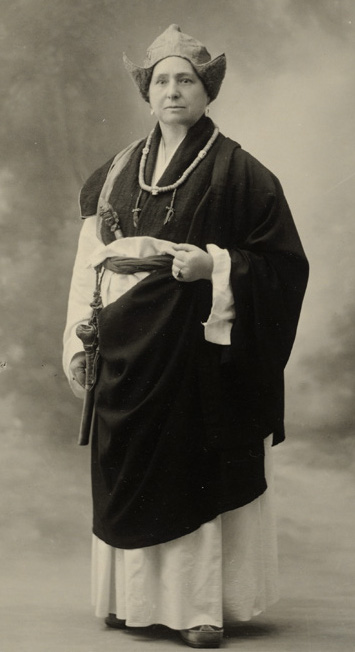
Ritratto della scrittrice Alexandra David-Néel, 1933
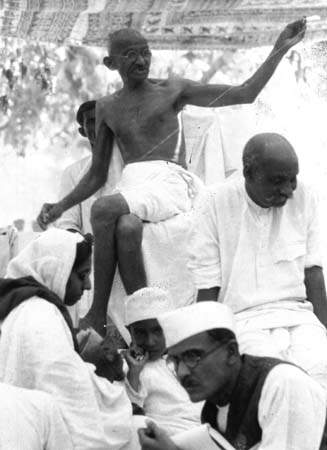
Gandhi circondato dai suoi seguaci, data ignota
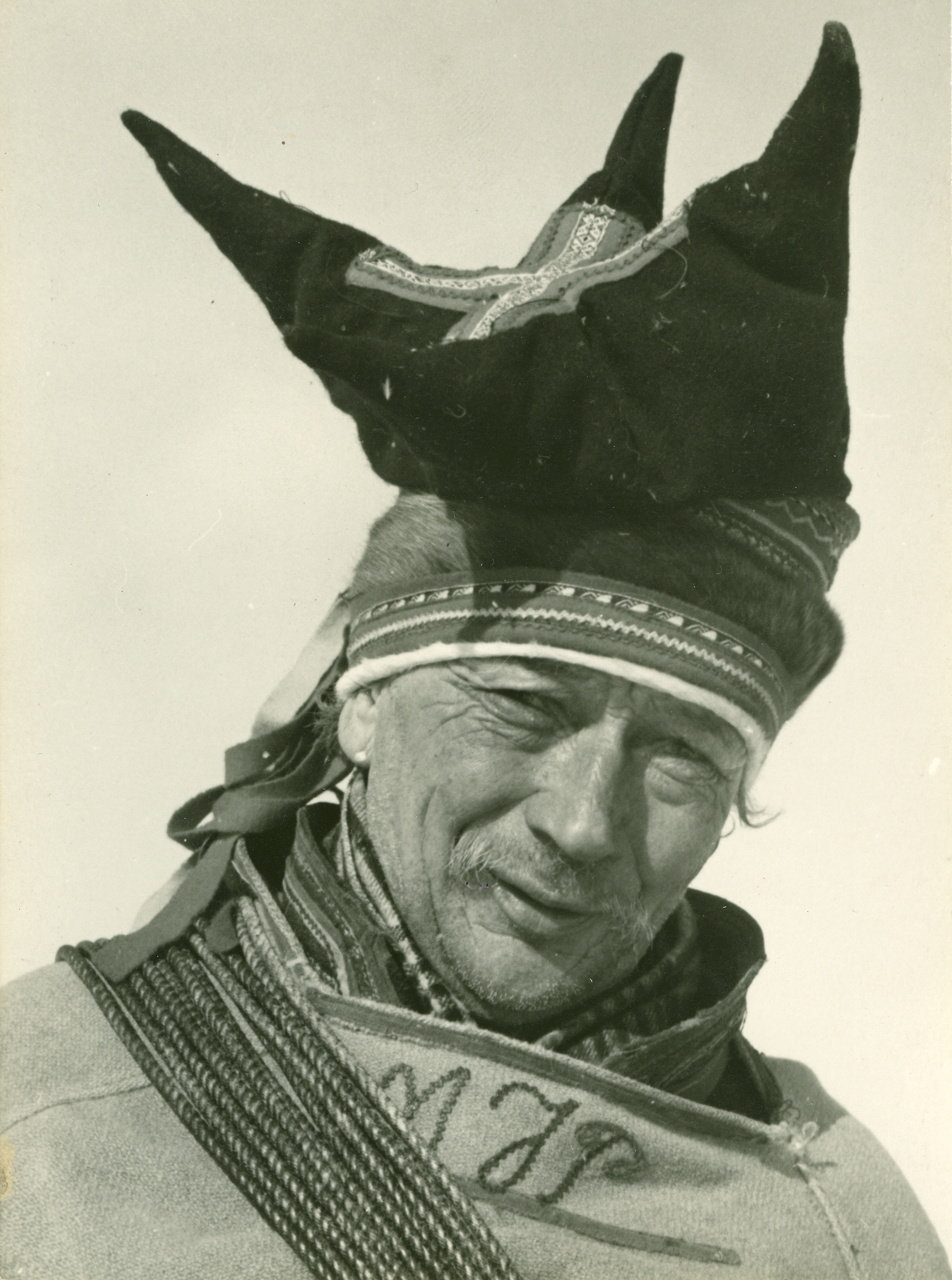
Ritratto della guida postale Mattis Johansen Pentha, data ignota
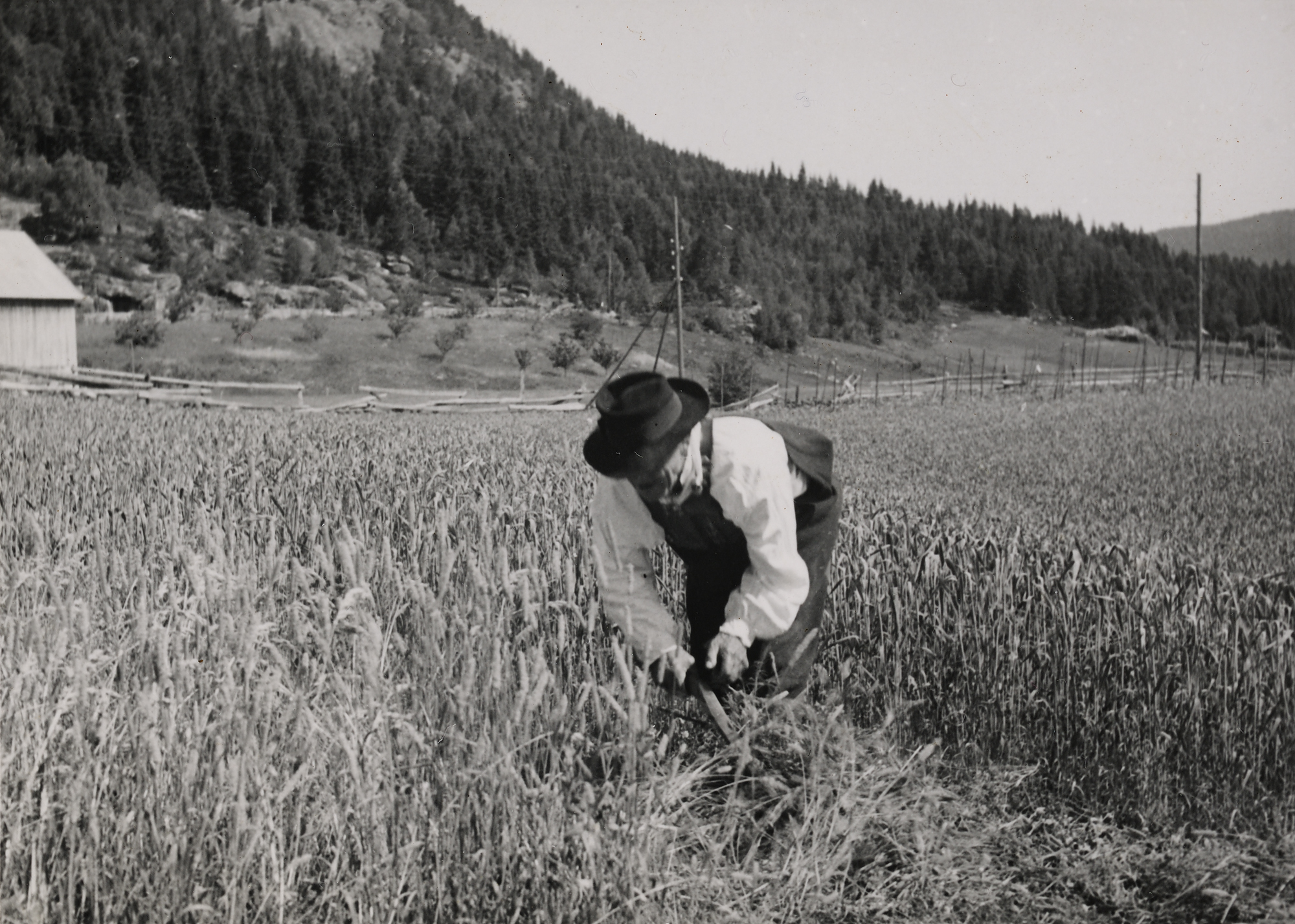
Taglio del grano, valle del Setesdal, 1940-1942
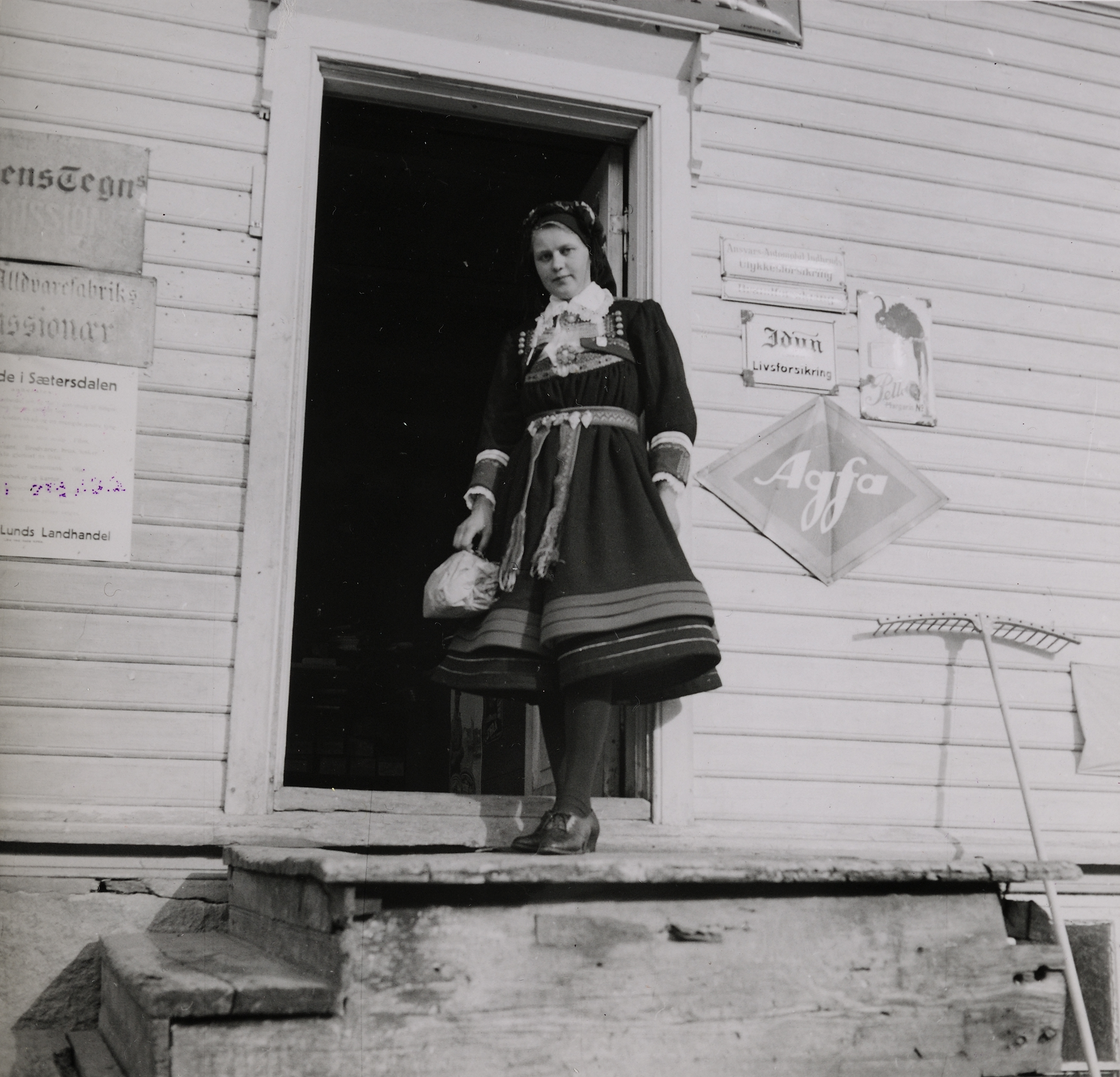
Donna in costume, Setesdal, 1940-1942
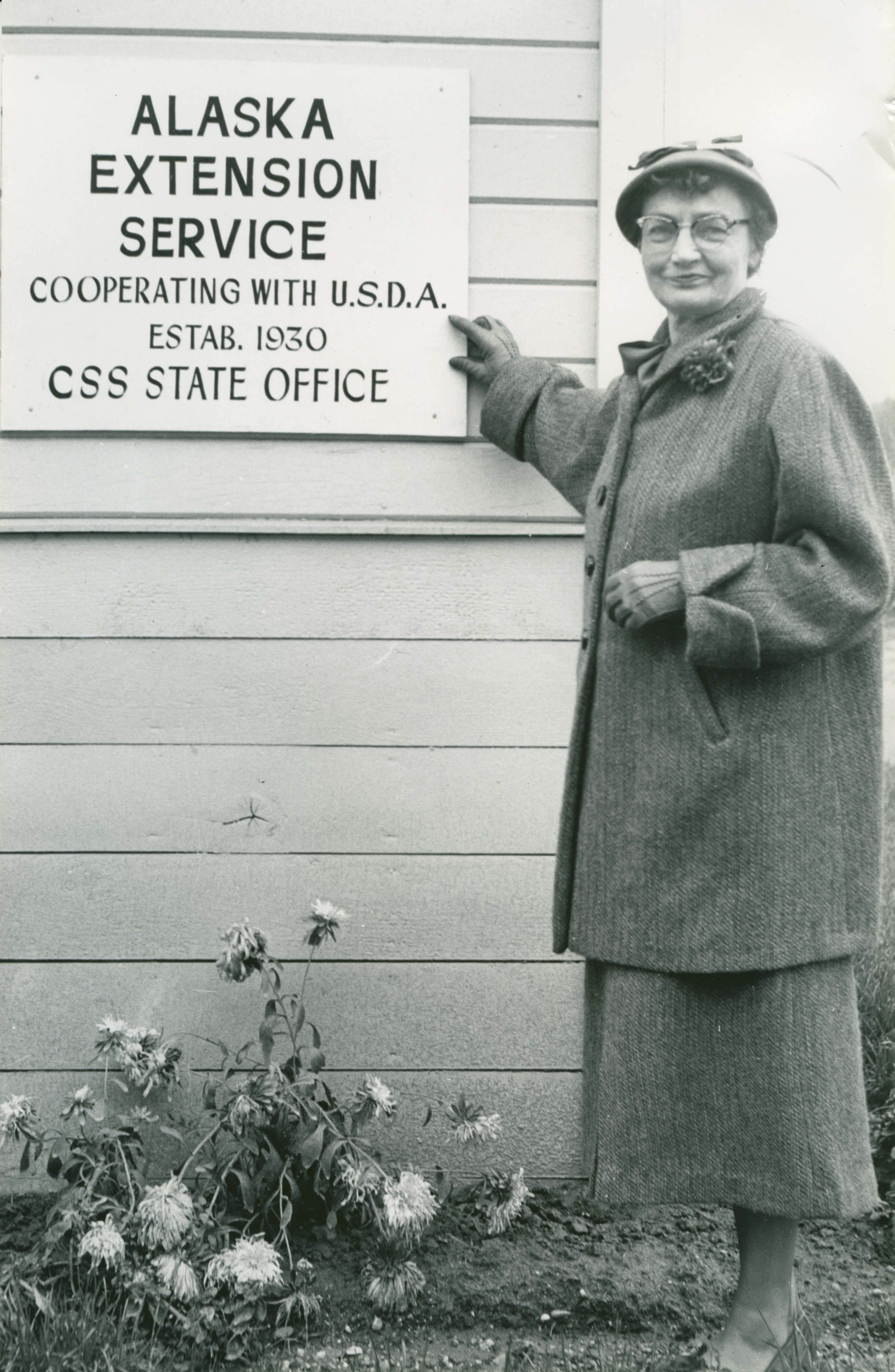
Donna anziana in Alaska, 1955